# Saramon
Saramon é uma comuna francesa na região administrativa da Occitânia, no departamento de Gers. Estende-se por uma área de 13.03 km², e possui 834 habitantes, segundo o censo de 2018, com uma densidade de 64 hab/km².